# Перси Джексон и Море чудовищ (фильм)
«Пе́рси Дже́ксон и Море чудо́вищ» (англ. Percy Jackson: Sea of Monsters) — американский фэнтезийно-приключенческий фильм 2013 года от режиссёра Тора Фройденталя, снятый по сценарию Марка Гуггенхайма и основанный на одноимённом романе Рика Риордана, а также вторая и заключительная картина из серии фильмов о Перси Джексоне и сиквел картины «Перси Джексон и Похититель молний» (2010).
По сюжету, полубог Перси Джексон и его друзья отправляются в Море чудовищ, чтобы найти золотое руно и восстановить с его помощью древесный барьер, защищающий их дом «Лагерь полукровок». Логан Лерман, Брэндон Ти Джексон, Александра Даддарио и Джейк Абель вновь сыграли Перси Джексона, Аннабет Чейз, Гроувера Ундервуда и Луку Кастеллана из предыдущего фильма, а Нейтан Филлион и Энтони Хед заменили Дилана Нила и Пирса Броснана в качестве Гермеса и Хирона. Актёрский состав пополнили Левен Рамбин, Дуглас Смит и Стэнли Туччи в ролях Клариссы Ла Ру, Тайсона и Мистера Д.
Мировая премьера «Моря чудовищ» состоялась в США 7 августа 2013 года. Фильм получил смешанный приём: рецензенты хвалили визуальные эффекты и экшн, но в то же время критиковали сюжет и персонажей. Итоговые сборы картины составили $ 200,9 млн при производственном бюджете в $ 90 млн. Изначально 20th Century Fox планировала адаптировать третью книгу серии «Перси Джексон и проклятие титана», но из-за низких кассовых сборы и негативной критики «Моря чудовищ» отменила продолжение. После приобретения 21st Century Fox в 2019 году, Disney получила права на экранизацию романов Риордана о Перси Джексоне и перезапустила франшизу в 2023 году сериалом «Перси Джексон и Олимпийцы» для Disney+.

## Сюжет
Перси Джексон рассказывает историю Талии Грейс: когда её, Аннабет Чейз, Луку Кастеллана и Гроувера Ундервуда преследовали монстры на пути в «Лагерь полукровок», юная Талия пожертвовала собой, чтобы спасти своих друзей. Отец Талии Зевс почтил её жертву и превратил девушку в дерево, которое сформировало защитный барьер вокруг лагеря. В настоящее время популярность Перси после возвращения молний Зевса угасла, и другие полубоги, такие как Кларисса Ла Ру, считают, что ему просто повезло во время выполнения прошлого поиска, однако Перси по-прежнему поддерживают его друзья Аннабет и Гроувер. В это же время в лагерь приходит молодой циклоп по имени Тайсон, ещё один сын Посейдона и единокровный брат Перси, рождённый от морской нимфы.
После нападения колхидского быка жители лагеря обнаруживают, что предавший их Лука отравил дерево Талии и это отразилось на целостности защитного барьера. Перси консультируется с Оракулом, который выдаёт ему пророчество о ребёнке одного из старших богов — этот полубог либо спасёт Олимп, либо станет причиной его падения. Хирон сообщает Перси, что он единственный из ныне живущих людей-полукровок, являющихся потомками старших богов, поэтому в пророчестве речь может идти о нём. Аннабет и Гроувер узнают о золотом руне, могущественном артефакте, обладающем целительными свойствами и предлагают директору лагеря Мистеру Д организовать поиск руна, чтобы с его помощью исцелить дерево Талии. Мистер Д заявляет, что эта идея принадлежит ему, и назначает Клариссу лидером поиска.
Вопреки решению Мистера Д Перси, Гроувер и Аннабет отправляются в собственный поиск, а Тайсон уходит вслед за ними. Они покидают лагерь на замаскированной под нью-йоркское такси колеснице проклятия, управляемой тремя грайами, которые раскрывают Перси подробности пророчества и выдают координаты Моря чудовищ, расположенного в Бермудском треугольнике. Из-за отсутствия у героев платёжных драхм, грайи высаживают их в Вашингтоне, где неизвестные похищают Гроувера. Обратившись за помощью к Гермесу, остальные находят Гроувера на яхте Лука под названием «Принцесса Андромеда», до которой добираются верхом на Гиппокампусе. На борту они встречают Луку в сопровождении других полубогов-мятежников; тот раскрывает свой план по воскрешению при помощи руна титана Кроноса, чтобы тот уничтожил Олимп. Лука запирает героев трюме, однако Перси использует свою способность управлять водой, чтобы освободите их.
Сбежав с яхты, группа попадает в желудок Харибды, где они также обнаруживают Клариссу и её команду. Они объединяют усилия, чтобы спастись и проделывают дыру в кишечнике Харибды. Затем герои направляются на остров Цирцеи у побережья Флориды. Там они находят логово циклопа Полифема, где хранится руно, и Гроувера, который надел женское платье, чтобы Полифем принял его за самку циклопа и не убил. Герои спасают Гроувера, забирают руно и нейтрализуют Полифема. Лука устраивает им засаду и стреляет в Перси из арбалета, однако Тайсон заслоняет его своим телом и, казалось бы, погибает. Лука забирает руно и захватывает героев в плен.
В то время как Лука проводит ритуал воскрешения Кроноса из саркофага, Аннабет призывает Перси взять на себя лидерство. Команда убегает, а Перси начинает сражение с Лукой за руна. Лука побеждает Перси, но его спасает Тайсон, который пережил последнее нападения благодаря способности регенерации в воде. Кронос восстаёт саркофага и поглощает Лука, Гроувера и нескольких других полубогов, прежде чем сразиться с Перси. Перси осознаёт, что его меч — это «проклятый клинок» из пророчества, и разрезает Кроноса на куски, а затем снова заключает титана в саркофаг. Это приводит к освобождению съеденных жертв Кроноса, причём Лука приземляется в логове Полифема. Мантикора пронзает Аннабет в спину и та умирает на руках Перси. В то время как Кларисса убивает мантикору, Аннабет возвращается к жизни благодаря руну.
Перси отдаёт Клариссе руно, и обе группы возвращаются в «Лагерь полукровок», где Кларисса исцеляет дерево Талии. На следующий день полубоги находят Талию живой, поскольку силы руна оказалось достаточно, чтобы воскресить её и вернуть ей человеческий облик, причём дерево сохранило барьер вокруг лагеря. Перси понимает, что Талия, будучи дочерью Зевса, является ещё одним потенциальным полубогом из пророчества о судьбе Олимпа.

## В ролях
- Логан Лерман — Перси Джексон, сын Посейдона[6].
- Александра Даддарио — Аннабет Чейз, дочь Афины, тайно влюблённая в Перси[6].
  - Алиша Ньютон — юная Аннабет.
- Дуглас Смит — Тайсон, циклоп и единокровный брат Перси[7].
- Левен Рамбин — Кларисса Ла Ру, дочь Ареса[8]
- Брэндон Ти Джексон — Гроувер Ундервуд, сатир, а также лучший друг и защитник Перси[6].
  - Бьорн Йервуд — юный Гроувер.
- Джейк Абель — Лука Кастеллан, сын Гермеса и главный антагонист[6].
  - Сэмюэл Браун — юный Лука.
- Палома Квиатковски — Талия Грейс, дочь Зевса[9][10].
  - Кэтлин Магер — юная Талия.
- Грей Деймон — Крис Родригес, полубог-мятежник неизвестного происхождения, который присоединился к Луке, чтобы воскресить Кроноса.
- Стэнли Туччи — Мистер Д / Дионис, бог вина, праздников, экстаза и театра, а также директор «Лагеря полукровок».[8] В «Похитителе молний» его играл Люк Камиллери.
- Нейтан Филлион — Гермес, бог торговли, воров, путешественников, покровитель спортсменов и посланник олимпийских богов, а также отец Луки[11]. В «Похитителе молний» его играл Дилан Нил.
  - Октавия Спенсер и Крэйг Робинсон озвучили Марту и Джорджа, двух змей с кадуцея Гермеса.
- Роберт Неппер озвучил Кроноса, царя титанов, отца Зевса, Посейдона, Аида, Гестии, Деметры, Геры и Хирона, а также хозяин Луки.
- Энтони Хэд — Хирон, кентавр и сын Кроноса, брат Зевса, Посейдона, Аида, Гестии, Деметры и Геры, а также исполняющий обязанности директора «Лагеря полукровок».[6] В «Похитителе молний» его играл Пирс Броснан.
- Робер Майе сыграл циклопа Полифема при помощи технологии захвата движения.
  - Рон Перлман озвучил Полифема.
- Хантер Платин — циклоп, охраняющий золотое руно[10].
- Шохре Агдашлу озвучила Дельфийского Оракула.
- Мисси Пайл[10], Иветт Николь Браун[10] и Мэри Бёрдсонг[12] — Грайи.
- Джордан Уэллер — Ихнеут, помощник Клариссы.
- Дерек Мирс и Алекс Паунович — циклопы[13].

## Производство
В марте 2011 года в сети появились слухи о создании второго фильма о Перси Джексоне. 12 октября компания 20th Century Fox официально подтвердила производство продолжения «Похитителя молний». Режиссёр первой части Крис Коламбус отказался от постановки «Моря чудовищ», но сохранил место продюсера наряду с Карен Розенфельт. Fox наняла Скотта Александера и Ларри Карашевски в качестве сценаристов проекта. Затем компания обратилась к услугам Марка Гуггенхайма, который переписал сценарий, и исключила упоминание Александера и Карашевски из титров. 16 июня 2011 года стало известно, что режиссёром фильма выступит Тор Фройденталь.
Съёмки фильма «Перси Джексон и Море чудовищ» начались 16 апреля 2012 года в Ванкувера. Съёмки проходили в парке Роберта Бернаби, расположенном в канадском городе Бернаби. С 20 июня группа переместилась в Новый Орлеан, чтобы снять сцены на яхте «Принцесса Андромеда», а также использовала интерьер заброшенного парка «Six Flags New Orleans». Дополнительные съёмки состоялись в январе 2013 года. 22 января Логан Лерман опубликовал в Твиттере пост о завершении съёмок «Перси Джексона 2».

## Релиз
Изначально премьера фильма должна была состояться 15 марта 2013 года, однако в мае 2012 года Fox перенесла релиз на 16 августа 2013 года. В апреле 2013 года компания утвердила конечную дату премьеры — 7 августа 2013 года.
17 декабря 2013 года состоялся релиз фильма на 3D Blu-ray, Blu-ray и DVD. 3 декабря фильм стал доступен для загрузки в формате Digital HD.

## Восприятие
В Северной Америке фильм собрал в прокате $ 5,4 млн в день премьеры и $ 13,8 млн за первые три дня проката. Спустя пять дней с момента премьеры сборы едва достигли $ 24 млн, в результате чего «Море чудовищ» не смогла повторить результаты «Похитителя молний» — $ 38,7 млн за первые пять дней. Итоговые сборы картины составили $ 68 559 554 в Северной Америке и $ 132 300 000 во всём мире, а суммарно «Море чудовищ» заработала $ 200 859 554.
На агрегаторе рецензий Rotten Tomatoes рейтинг свежести фильма составляет 42% на основе отзывов 118 рецензий. Консенсус сайта гласит: «Фильм красив и насыщен экшеном; к сожалению, в то же время „Перси Джексон и Море чудовищ“ перегружен вторичными персонажами и подсюжетами, которые не играют ему на руку». Metacritic, который выставляет оценки на основе среднего арифметического взвешенного, дал фильму 39 баллов из 100 на основе 33 обзоров, что указывает на «преимущественно негативный приём». Зрители, опрошенные CinemaScope, как и в случае с «Похитителем молний», поставили фильму среднюю оценку «B+» по шкале от «A+» до «F».
Джим Вейвода из IGN оценил фильм на 6 баллов из 10, отметив: «Есть сиквелы и похуже, чем переполненный компьютерной графикой „Перси Джексон и Море чудовищ“». Гэри Голдштейн из Los Angeles Times дал фильму положительную рецензию, заявив, что «дети и подростки будут поглощены быстрым темпом фильма и обилием героизма, если их не слишком нервируют порой проскальзывающие кошмарные образы». Джеймс Рокки из ScreenCrush написал, что «язык не повернётся назвать фильм легендарным, но благодаря незамысловатому сюжету и внятному повествованию он становится одиссеей, которая понравится юной аудитории». Лилия Шитенбург («Фонтанка») нашла много плюсов в экранизации книги, отметив хорошие спецэффекты и «освежающие» перестановки в актёрском составе.
Марша Маккриди на RogerEbert.com оценила фильм на 2,5 звезды из 4, раскритиковав его за «утомительно прозаичный сюжет» и «отталкивающие 3D-эффекты». По мнению Энди Вебстера из The New York Times «„Море чудовищ“ оказался достаточно увлекательным фильмом… режиссёр Тор Фройденталь знает толк в спецэффектах и держит молодых актёров в тонусе, но этого оказывается недостаточно для того, чтобы быть на одном уровне с остросюжетными фильмами о Гарри Поттере». Майкл Рехтшаффен из The Hollywood Reporter заявил, что фильму «не хватило энергичности, присущей его предшественнику», в то время как Брюс Ингрэм из Chicago Sun-Times высказал следующее мнение: «преданные поклонники романов будут недовольны той отсебятиной, которая была допущена в адаптации, как и в случае с первой частью». Конни Огл из The Miami Herald задалась вопросом: «[Являются ли] эти персонажи просто заложниками — как и зрители — сценария, настолько скучного, что он требует от них вести себя глупо?». Джош Белл из Las Vegas Weekly раскритиковал серию фильмов в целом как «абсолютно второсортную франшизу». Антон Долин из «Вести FM» раскритиковал фильм, назвав его бледной копией первой части и несерьёзным подростковым блокбастером, который не посягает на большее, чем хорошие кассовые сборы.

### Награды
| Награда                             | Категория                            | Получатель(и)                                          | Результат | Источник(и) |
| ----------------------------------- | ------------------------------------ | ------------------------------------------------------ | --------- | ----------- |
| BMI Film & TV Awards                | Музыка к фильму                      | Эндрю Локингтон                                        | Победа    | [ 46 ]      |
| Key Art Awards                      | Лучший цифровой маркетинг            | «Перси Джексон и Море чудовищ»                         | Номинация | [ 46 ]      |
| MTV Movie & TV Awards               | Summer’s Biggest Teen Bad A**        | Логан Лерман                                           | Номинация | [ 46 ]      |
| People’s Choice Awards 2013         | Лучший семейный фильм                | «Перси Джексон и Море чудовищ»                         | Номинация | [ 46 ]      |
| Young Artist Awards                 | Лучшая молодая актриса второго плана | Кэтлин Магер                                           | Номинация | [ 46 ]      |
| Phoenix Film Critics Society Awards | Лучший семейный игровой фильм        | «Перси Джексон и Море чудовищ»                         | Номинация | [ 46 ]      |
| The Joey Awards                     | Лучший молодой актёрский состав      | Алиша Ньютон, Кэтлин Магер, Бьорн Йервуд, Сэмюэл Браун | Победа    | [ 46 ]      |
| SOCAN Awards                        | Международная киномузыкальная премия | Эндрю Локингтон                                        | Победа    | [ 46 ]      |

## Будущее
25 марта 2014 года Лерман заявил, что Fox не планирует снимать продолжение «Моря чудовищ». Тем не менее, шесть дней спустя в другом интервью актёр не исключил возможности вернуться к роли Перси Джексона в триквеле. В 2015 году, на Международном кинофестивале в Санта-Барбаре Лерман заявил, что, хотя ему и нравится сниматься в этих фильмах, он ничего не слышал о производстве третьей части, и выразил обеспокоенность тем, что он и его коллеги по фильму слишком стары для их персонажей.
После приобретения 21st Century Fox в 2019 году Disney получила права на экранизацию романов о Перси Джексоне; автор первоисточника Рик Риордан вскоре объявил о начале производства перезапуска. 14 мая 2020 года Риордан опубликовал в Твиттере пост о том, что сериал по циклу «Перси Джексон и Олимпийцы» выйдет на стриминговом сервисе Disney+, а он и его жена Бекки будут консультировать создателей проекта. Каждый сезон сериала будет посвящён одной книги, в связи с чем первый сезон адаптирует события «Похитителя молний». Disney одобрила концепцию сериала в январе 2022 года, а в июне началось его производство. Премьера сериала запланирована на 20 декабря 2023 года. Уокер Скобелл, Лия Сава Джеффрис и Ариан Симхадри сыграют трёх главных героев — Перси Джексона, Аннабет Чейз и Гроувера Ундервуда.

### Комментарии
1. ↑  Также известный как Percy Jackson & the Olympians: The Sea of Monsters and Percy Jackson and the Sea of Monsters